# Monte Castello di Vibio
Monte Castello di Vibio est une commune italienne d'environ 1 700 habitants, située dans la province de Pérouse, dans la région Ombrie, en Italie centrale. Le village a obtenu le label des Plus Beaux Bourgs d'Italie.

## Culture
Dans le Teatro della Concordia de Monte Castello di Vibio il y a un calendrier annuel avec des manifestations différentes, qui sont organisées par l’association Societá del Teatro della Concordia avec son président actuel Edoardo Brenci.

## Monuments et patrimoine
À Monte Castello di Vibio se trouve le Teatro della Concordia (français: théâtre de la Concorde), le plus petit théâtre à l'italienne du monde.  Ce théâtre a la forme d'une cloche, typique pour le style italien. Il a seulement 99 sièges, qui sont répartis à 37 sièges places dans les loges et 62 sièges dans l'orchestre. La salle de spectacle a une superficie de 68 m2, la scène a 50 m2 et la salle d'entrée 29 m2. Grâce à son calendrier annuel avec des manifestations différentes, le Teatro della Concordia est un centre culturel actif et accessible au public.

## Administration
| Période                                  | Période | Identité | Étiquette | Qualité |
| ---------------------------------------- | ------- | -------- | --------- | ------- |
|                                          |         |          |           |         |
| Les données manquantes sont à compléter. |         |          |           |         |

### Hameaux
Doglio, Madonna del Piano

### Communes limitrophes
Fratta Todina, San Venanzo, Todi